# TGOJ X20 sorozat
A TGOJ X20, TGOJ X21, TGOJ X22 és a TGOJ X23 négy svéd 15 kV, 16,7 Hz AC áramrendszerű villamosmotorvonat-sorozat, melyet a Trafikaktiebolaget Grängesberg-Oxelösunds Järnvägar üzemeltet. A motorvonatokat a Hilding Carlsson Mekaniska Verkstad gyártotta 1956 és 1959 között. A sorozatot 2009-ben selejtezték.

## Változatok
- X20 - négyrészes
- X21 - kétrészes
- X22 - háromrészes, tágasabb, több első osztályú ülőhely.
- X23 - háromrészes